# Hammarens IP

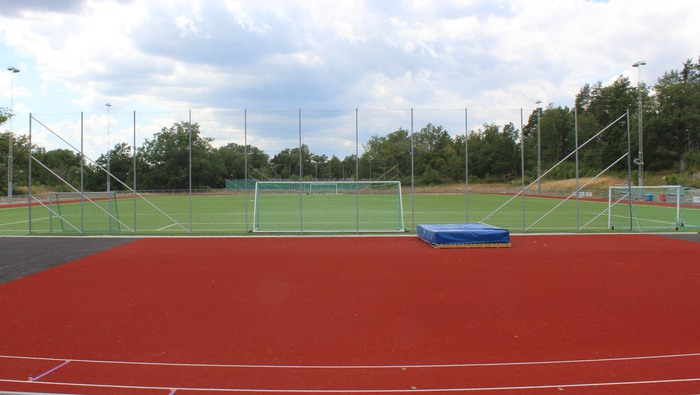

Hammarens idrottsplats i Mariefred har ett flertal aktivitetsytor.
Det finns två konstgräsplaner, en för spel 11 mot 11 och en för spel 7 mot 7 samt en fullstor gräsplan. Det finns friidrottsbanor, längd, höjd, kula, boulebanor och naturgym. Tennisbanor finns i föreningsdrift, en beachvolleyplan, motionsspår samt en Mountain Bike Downhill Track bana. Dessutom finns en discgolfbana med 18 hål på anläggningen.
Uppe på anläggningen finns en kiosk i föreningsdrift och inne i anläggningen finns en föreningsdriven kafeteria. Det finns ett antal parkeringsplatser i anslutning till idrottsplatsen.